# Этнологический факультет МГУ
Этнологический факультет I-го МГУ (Этнофак МГУ) (апрель 1925; реорганизован в историко-этнологический факультет в сентябре 1929, расформирован в 1930).

## Общие сведения
В апреле 1925 года по постановлению СНК РСФСР от 18 июня 1924 года Факультет общественных наук (ФОН) I МГУ был преобразован в факультет советского права и этнологический факультет. Деканом этнологического факультета назначен проф. В. П. Волгин. Этнологический факультет включал в себя четыре отделения: историко-археологическое, этнографическое, литературное, изобразительных искусств. В структуру факультета были включены также археолого-этнографический музей (заведующий А. И. Некрасов) и историко-этнологический кабинет (заведующий П. Ф. Преображенский).
В задачи факультета входили: подготовка высококвалифицированных работников в области истории, археологии, этнографии, литературоведения и искусствознания; а также подготовка практических работников — музейных сотрудников, редакторов издательств, литературных критиков, работников архивов и, кроме того, специально подготовленных культурных и политпросветработников для национальных меньшинств. Учебный план был рассчитан на четыре года. Возможно было дальнейшее обучение в аспирантуре.
На историко-археологическом отделении работали В. А. Городцов и Ю. В. Готье, внесшие большой вклад в становление и развитие археологии в университете. Выпускниками археологического отделения были А. В. Арциховский, О. Н. Бадер, А. Я. Брюсов, Б. Н. Граков, П. А. Дмитриев, С. В. Киселёв, Б. А. Рыбаков, А. П. Смирнов. На этнологическом отделении преподавали П. Ф. Преображенский, М. Я. Феноменов, В. В. Богданов, М. О. Косвен, С. А. Токарев. Выпускниками этнологического отделения были Т. А. Жданко, М. Г. Левин, С. П. Толстов, Н. Н. Чебоксаров.
В 1928 году литературное и искусствоведческое отделения этнологического факультета были преобразованы в отдельный факультет литературы и искусства. C 15 сентября 1929 года начал работу заочный историко-этнологический факультет. В 1929—1930 учебном году этнологический факультет был преобразован в историко-этнологический. В составе нового факультета функционировали следующие отделения: историко-философское, этнографическое, теории и истории литературы, теории и истории искусств. В 1930 году историко-этнологический факультет разделился на факультет литературы и искусства и историко-филологический факультет. Последний был расформирован в 1931 году. В результате последовавшей реорганизации I и II МГУ был создан Институт общественных наук.
После восьмилетнего перерыва (1931—1939 годы) этнографическое образование в Московском университете было возобновлено на кафедре этнографии исторического факультета МГУ.

## Количество студентов, обучавшихся на факультете
- 1925 год — 671 (из них на этнологическом отделении 60)
- 1926 год — 940 (из них на этнологическом отделении 70)
- 1927 год — 706 (из них на этнологическом отделении 56)
- 1928 год — 1027
- 1929 год — 1070
- 1930 год — 125